# والیدروگی
والیدروگی (به لاتین: Walidrogi) یک روستا در لهستان است که در گمینا تارنوف اوپولسکی واقع شده‌است.